# Замък Егенберг (Грац)
 Тази статия е за замъка в Грац.  За замъка във Форхдорф вижте Замък Егенберг (Форхдорф).  
Замъкът Егенберг (на немски: Schloss Eggenberg) е най-големият бароков замък в австрийската провинция Щирия. Разположен е в покрайнините на гр.Грац, и през 1999 г., заедно с историческия център на града е включен в Списъка на световното културно и природно наследство на ЮНЕСКО.

## История
Строителството на замъка започва през 1625 г. по поръчка на княз Ханс Улрих фон Егенберг, фаворит и близък съветник на император Фердинанд II, по проект на италианския архитект Джовани Пиетро де Помис.
В състава на дворцово-парковия комплекс се включва и късноготическа капела, построена от предците на княза.
В постройката, проектирана от де Помис, всичко е предназначено да напомня за хода на времето и движението на звездите: четирите барокови кули символизират четирите годишни времена, 365-те прозореца – броя на дните в годината, 52-те стаи – броя на седмиците в годината, 24-те служебни помещения – броя на часовете в едно денонощие. Астрономическата иконография е застъпена и във фреските в централната Зала на планетите, в оранжерията и в най-старата част на парка.
Замъкът е окончателно завършен след смъртта на княз Егенберг – през 1635 г., като отделни строителни работи са довършени през 1641 – 46 г.
През 1666 г. внукът на Ханс Улрих фон Егенберг възлага на художника Ханс Адам Вайсенкирхер да нарисува за замъка повече от 600 картини, които и до днес украсяват неговите стени.
След смъртта и на последния от семейство Егенберг замъкът е наследен от техни родственици от фамилията Херберщейн; те владеят замъка до 1939 г. През XVIII век замъкът е мебелиран наново в стил рококо, а старинният парк е преустроен в пейзажен парк от английски тип.
През 1939 г. замъкът преминава от фамилията Херберщайн в собственост на правителството на Щирия.
В комплекса днес са изложени няколко музейни и археологически експозиции, както и т.н. Планетарна градина в северната част на комплекса.